# Aílton (futebolista)
Aílton do Nascimento Correia ou simplesmente Aílton, (Recife, 13 de outubro de 1984), é um futebolista brasileiro que atuava como meia.

## Carreira
Aílton iniciou sua carreira no Náutico, onde permaneceu até 2002, logo se transferindo para o São Paulo. No ano de 2004 passou a rodar por vários clubes emprestado pelo São Paulo como Guarani, São Bento-SP, Mogi Mirim, Botafogo-SP e Central-PE.
O jogador chegou ao Sport no ano de 2013, onde realizou 40 partidas e conquistou a Copa do Nordeste e o Campeonato Pernambucano de 2014. No mesmo ano que ganhou dois títulos, Aílton deixou o clube chegando a ser anunciado por dois clubes, a Portuguesa, e o Avaí, mas acabou acertando com o Santa Cruz.
Em 2015, acertou com o Capivariano. Depois de apenas 4 meses no clube, foi transferido ao Atlético Goianiense, para a disputa da Série B.
No final de 2015, Ailton acertou com o Botafogo-PB para a temporada de 2016, Aílton e um dos grandes reforços do "Belo" para a temporada.

## Gol mil
No ano de 2009 quando Aílton atuava pelo Náutico, ele anotou o gol número mil na história do Campeonato Brasileiro. Foi também o gol da virada por 3–2 contra o Corinthians no Pacaembu. O gol foi marcado de pênalti aos 47 minutos do segundo tempo.

## Títulos
Náutico
- Campeonato Pernambucano: 2001, 2002

Sport
- Copa do Nordeste: 2014.
- Campeonato Pernambucano: 2014